# Corsuet
La Forêt de Corsuet est une colline forestière de type charmaie-châtaigneraie située au nord d'Aix-les-Bains, marquant l'extrémité-sud du massif de la Chambotte, en bordure est du lac du Bourget. Elle s'étend en bordure de la ville d'Aix-les-Bains sur une surface d'environ cent seize hectares. De nombreux sentiers y ont été aménagés. On y trouve également des parcours sportifs et la présence de vététistes.

## La forêt

### Lieu de tranquillité
La forêt de Corsuet est un lieu de prédilection pour tous les Aixois et habitants des communes environnantes (par exemple notamment de Grésy-sur-Aix qui détiennent eux aussi un accès par la route au domaine) désireux d'effectuer quelques balades hors de la ville tout en y restant à proximité.

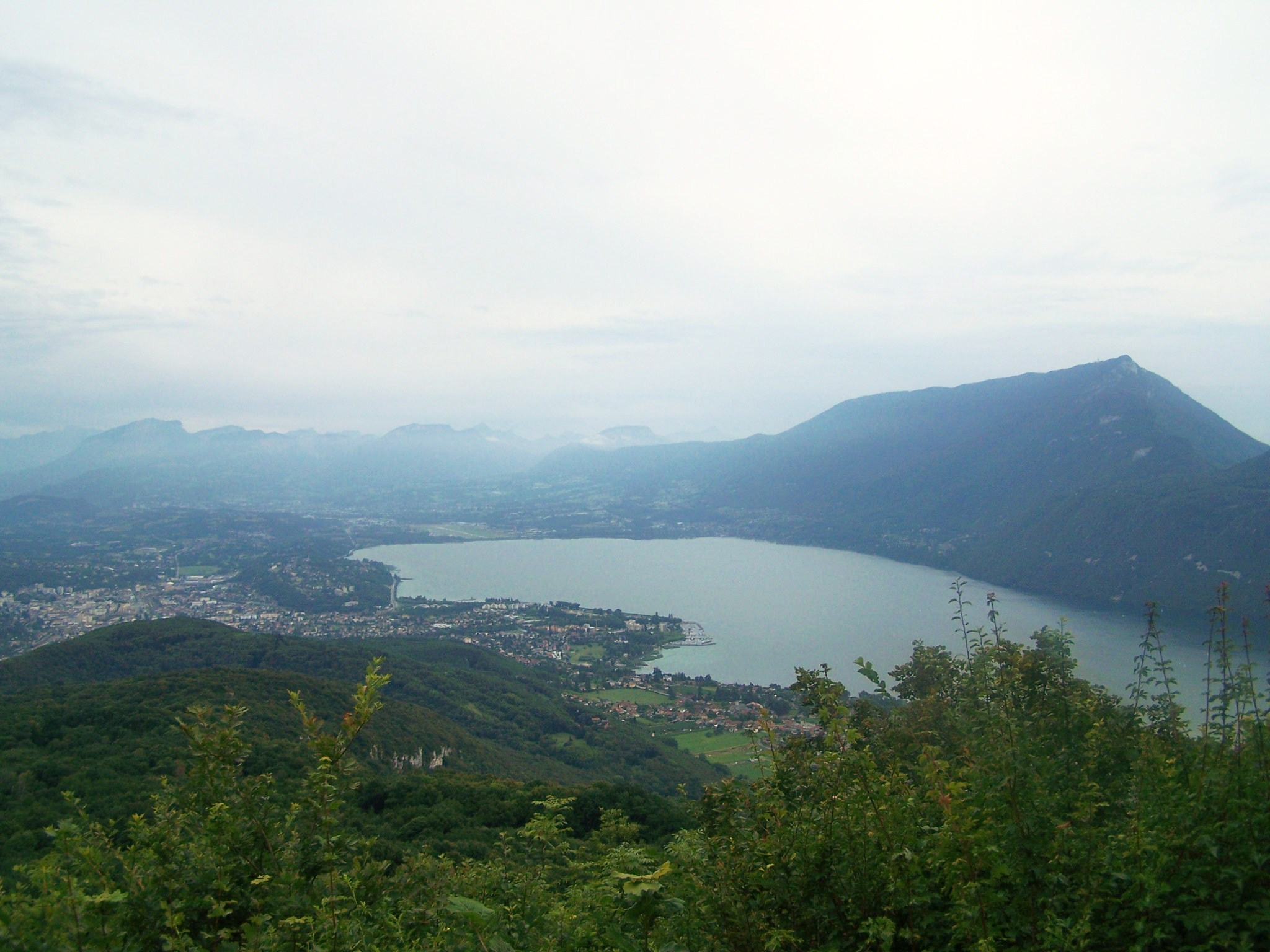
Vue sur le lac, Aix-les-Bains et la Dent du Chat depuis une clairière sur les hauts de la forêt.

La forêt et ses sentiers de randonnées sont gérés par la Communauté d'agglomération du Lac du Bourget (CALB), qui se charge de son balisage, de la sécurité des randonneurs (via l'installation de rambardes sur des passages plus périlleux par exemple) et de son entretien général.

### Randonnées
Au départ de la commune d'Aix-les-Bains débutent de nombreux sentiers de randonnées, de toutes longueurs et difficultés, et offrant de nombreuses vues en échappée sur le lac du Bourget. Certains forment des boucles, d'autres conduisent à des sites comme la Grotte des fées ou la Croix de Meyrieu, tous deux surplombant le lac et les monts du Chat depuis de larges belvédères.